# قلبك ينتمي إلي (أغنية هند العروسي)
قلبك ينتمي إلي (بالإنجليزية: Your Heart Belong To Me)‏ تلفظ: يور هارت بلونغ تو مي؛ هي أغنية باللغة الإنجليزية من أداء المغنية الهولندية من أصل مغربي هند العروسي، إصدار 14 أبريل 2008.
تجمع الأغنبة بين إيقاع الموسيقى العربية وموسيقى الروك وبوب.
الأغنية من ألحان "هند العروسي"، و«تجيرد فان زنان»، و«باس فان دن هوفل»، وتأليف كلمات الأغنية من هند وتجيرد فان زنان.
شاركن هند بالأغنية عن هولندا في مسابقة الأغنية الأوروبية سنة 2008، وذلك في العاصمة الصربية بلغراد، حيث أدت أغنية «قلبك ينتمي إلي»، خلال مباراة الدور قبل النهائي بتاريخ يوم 20 مايو.
وجدير بالذكر أن هند العروسي، تغني باللغة العربية والهولندية والبرتغالية، حيث حققت نجاحات فنية، ووصلت أعانيها بألحان مميزة إلى جمهور واسع منها أغنية قلبك ينتمي إلي وأغنية سلام سلام، وهي واحدة من أشهر مطربات الصنف الغنائي المعروف ب «ريتم اند بلوز» في هولندا.